# Lamtoana magnifica
Lamtoana magnifica är en insektsart som beskrevs av M. Firoz Ahmed 1979. Lamtoana magnifica ingår i släktet Lamtoana och familjen dvärgstritar. Inga underarter finns listade i Catalogue of Life.